# Acabat superficial

Com funciona un perfilòmetre

L'acabat superficial o textura superficial, és la naturalesa d'una superfície tal com es defineix per les tres característiques de disposició o marca de mecanitzat, rugositat superficial i ondulació. Comprèn les petites desviacions locals d'una superfície respecte a l'ideal perfectament pla (un pla real).
La textura superficial és un dels factors importants que controlen la fricció i la formació de capes de transferència durant el lliscament. S'han fet esforços considerables per estudiar la influència de la textura superficial sobre la fricció i el desgast durant les condicions de lliscament. Les textures superficials poden ser isòtropes o anisòtropes. De vegades, es poden observar fenòmens de fricció per lliscament durant el lliscament, depenent de la textura de la superfície.
Cada procés de fabricació (com els molts tipus de mecanitzat) produeix una textura superficial. El procés normalment s'optimitza per garantir que la textura resultant sigui utilitzable. Si cal, s'afegirà un procés addicional per modificar la textura inicial. Aquest últim procés pot ser mòlta (tall abrasiu), polit, lligat, granallat abrasiu, rectificat, mecanitzat per descàrrega elèctrica (EDM), fresat, litografia, gravat industrial / fresat químic, texturat làser o altres processos.

## Marca de mecanitzat

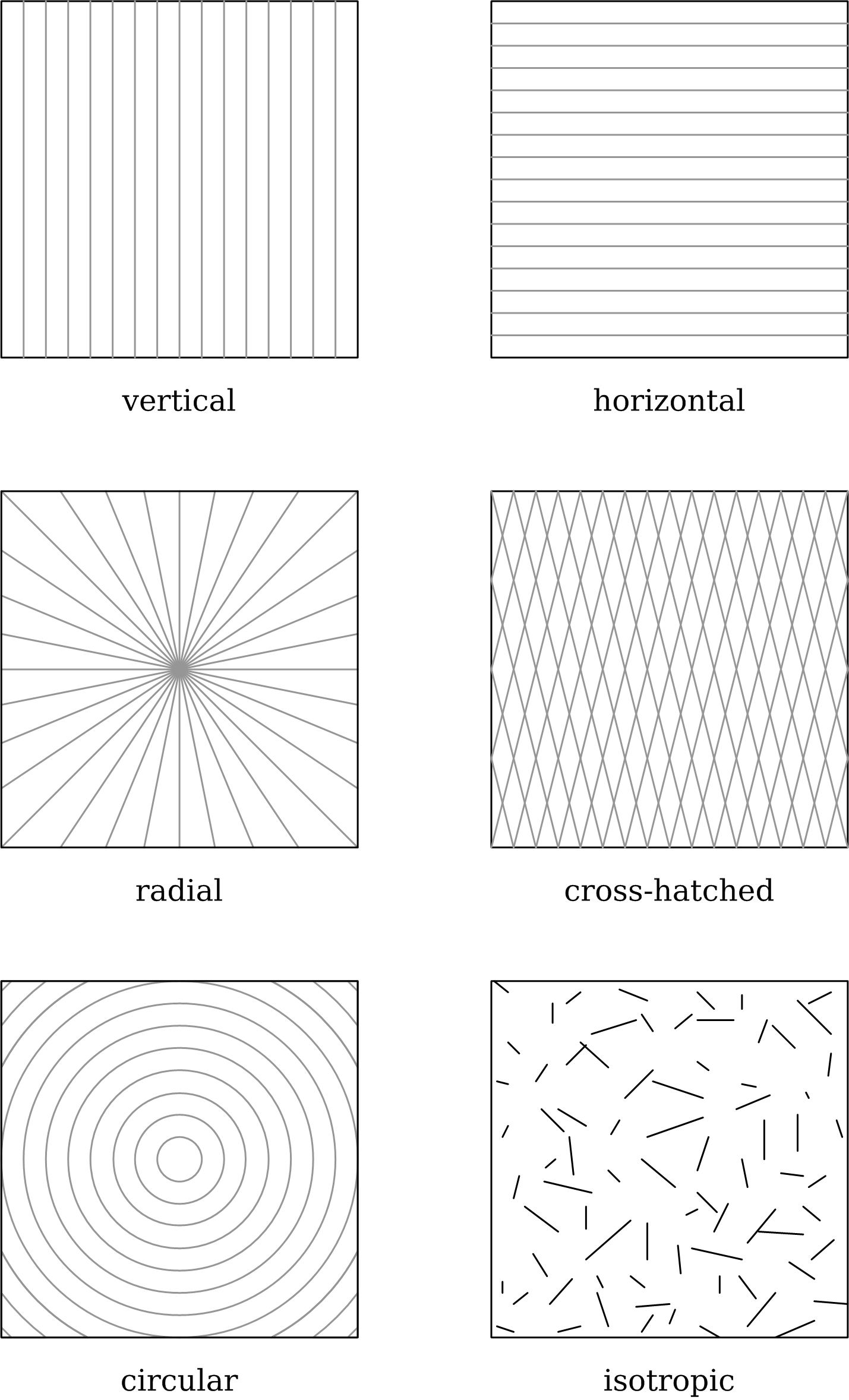
Exemples de diferents patrons textura

La marca de mecanitzat és la direcció del patró de superfície predominant, normalment determinada pel mètode de fabricació utilitzat. El terme també s'utilitza per indicar la direcció del teixit de certes fibres mecanitzades o d'una forma semblant, la línia dels fils d'una corda.

## Rugositat superficial
La rugositat superficial, o simplement escurçada com rugositat, és una mesura de les irregularitats totals d'una superfície mecanitzada En enginyeria, això és el que normalment s'entén per "acabat superficial". Com més petita és la xifra de l'índex es correspon amb irregularitats més fines, és a dir, una superfície més llisa.

## Ondulació
L'ondulació és la mesura de les irregularitats superficials amb un espai més gran que el de la rugositat superficial. Aquestes irregularitats solen produir-se a causa de deformacions, vibracions o deflexió durant el mecanitzat.

## Perfilòmetre
L'acabat superficial es pot mesurar de dues maneres: mètodes de contacte i sense contacte. Els mètodes de contacte impliquen arrossegar un llapis de mesura per la superfície; aquests instruments s'anomenen perfilòmetres. Els mètodes sense contacte inclouen: interferometria, microscòpia confocal, variació del focus, llum estructurada, capacitat elèctrica, microscòpia electrònica, microscòpia de força atòmica i fotogrametria.

## Especificació
Als Estats Units, l'acabat superficial sol especificar-se mitjançant l'estàndard ASME Y14.36M. L'altra norma comuna és l'Organització Internacional per a l'Estandardització (ISO) 1302:2002, encara que aquesta es va retirar a favor de la ISO 21920-1:2021.
Molts factors contribueixen a l'acabat superficial en la fabricació. En processos de conformació, com el modelat o la conformació de metalls, l'acabat superficial de la matriu determina l'acabat superficial de la peça. En el mecanitzat, la interacció dels talls i la microestructura del material que es talla contribueixen a l'acabat superficial final.En general, el cost de fabricació d'una superfície augmenta a mesura que millora l'acabat de la superfície.
Qualsevol procés de fabricació en general està prou optimitzat per garantir que la textura resultant es pugui utilitzar per a l'aplicació prevista de la peça. Si cal, s'afegirà un procés addicional per modificar la textura inicial. La despesa d'aquest procés addicional s'ha de justificar afegint valor d'alguna manera, principalment una millor funció o una vida útil més llarga. Les peces que tenen contacte lliscant amb altres poden funcionar millor o durar més si la rugositat és menor. La millora estètica pot afegir valor si millora la venda del producte.
Un exemple pràctic és el següent. Un fabricant d'avions contracta amb un venedor per fabricar peces. S'especifica un cert grau d'acer per a la peça perquè és prou fort i prou dur per a la funció de la peça. L'acer es pot mecanitzar encara que no es pot mecanitzar lliurement. El venedor decideix fresar les peces. El fresat pot aconseguir la rugositat especificada (per exemple, ≤ 3,2 μm) sempre que el maquinista utilitzi insercions de primera qualitat a la fresa d'extrem i substitueix les insercions cada 20 peces (en lloc de tallar-ne centenars abans de canviar-les). No cal afegir una segona operació (com ara esmolar o polir) després del fresat, sempre que el fresat es faci prou bé (insercions correctes, canvis de plaquita prou freqüents i refrigerant net). Les insercions i el refrigerant costen diners, però els costos que comportaria la mòlta o el poliment (més temps i materials addicionals) costarien encara més que això. Obviar la segona operació es tradueix en un cost unitari més baix i, per tant, un preu més baix. La competència entre venedors eleva aquests detalls de menor a crucial importància. Sens dubte va ser possible fer les peces d'una manera una mica menys eficient (dues operacions) per un preu una mica més elevat; però només un venedor pot obtenir el contracte, de manera que la petita diferència d'eficiència es veu augmentada per la competència en la gran diferència entre la prosperitat i el tancament de les empreses.
De la mateixa manera que els diferents processos de fabricació produeixen peces amb diferents toleràncies, també són capaços de diferents rugositats. En general, aquestes dues característiques estan vinculades: els processos de fabricació que són dimensionalment precisos creen superfícies amb poca rugositat. En altres paraules, si un procés pot fabricar peces amb una tolerància dimensional estreta, les peces no seran molt rugoses.
A causa de l'abstracció dels paràmetres d'acabat superficial, els enginyers solen utilitzar una eina que té una varietat de rugositats superficials creades amb diferents mètodes de fabricació.